# Метавоксит
Метавоксит — редкий минерал из класса фосфатов, открыт в 1922 году в Боливии. Диморфен с паравокситом, с которым обладает общей химической формулой. По химическому составу близок к вокситу, отличаясь большим количеством молекул воды.

## Название
Название состоит из приставки «мета» и названия другого минерала — воксита. В свою очередь, воксит назван в честь американского коллекционера Джорджа Вокса-младшего (1863—1927), специализировавшегося на минералогии пегматитов и открывшего ряд новых минералов.

## Кристаллография
| Точечная группа             | 2/m — моноклинно-призматический                            |
| Пространственная группа     | P21/b (P1 1 21/b) [P21/c] {P1 21/c 1} {P21/a}              |
| Сингония                    | Моноклинная                                                |
| Параметры ячейки            | a = 10,22Å, b = 9,56Å, c = 6,94Å β = 97,87°                |
| Отношение                   | a: b: c = 1,069 : 1 : 0,726                                |
| Число формульных единиц (Z) | 2                                                          |
| Объем элементарной ячейки   | V 671.67 Å³ (рассчитано по параметрам элементарной ячейки) |

## Оптические свойства
| Тип                             | двухосный (+)                    |
| Показатели преломления          | nα = 1,550 nβ = 1,561 nγ = 1,577 |
| Максимальное двулучепреломление | δ = 0,027                        |
| Оптический рельеф               | низкий                           |
| Дисперсия оптических осей       | r < v сильная                    |

## Формы выделения
Обычно метавоксит образует параллельные и радиальные агрегаты призматических кристаллов. Редко метавоксит встречается в виде отдельных призматических или игольчатых кристаллов, с вертикальной штриховкой, удлиненных по (001), простые формы (100), (110), (1-01), (1- 11).

## Образование и ассоциации с другими минералами
Метавоксит является вторичным минералом гипергенного происхождения, встречается в зоне окисления оловорудных месторождений.
Метавоксит ассоциирует вместе с вокситом и паравокситом, другими фосфатами, арсенатами и ванадатами, которые присутствуют в оловорудных месторождениях.

## Химический состав
| Химический элемент | %     | % оксида            |
| ------------------ | ----- | ------------------- |
| Алюминий           | 11,29 | 21,34               |
| Железо             | 11,69 | 15,03               |
| Фосфор             | 12,96 | 29,70 (в виде P2O5) |
| Водород            | 3,80  | 33,93               |
| Кислород           | 60,26 | -                   |

## Похожие минералы
Метавоксит диморфен с паравокситом. Минералы обладают общим химическим составом, но они кристаллизуются в разных сингониях. У метавоксита сингония моноклинная, а у паравоксита она триклинная. У воксита химический состав несколько отличен от состава указанных минералов — Fe2+Al2(PO4)2(OH)2•6H2O. Разница заключается в количестве молекул воды: у воксита их шесть, у метавоксита — восемь. Другими словами, метавоксит сильнее гидратирован. Внешне перечисленные минералы отличаются по цвету. Прозрачные кристаллы метавоксита и паравоксита бесцветны или окрашены в бледно-зелёный цвет. Воксит окрашен в синие тона. Данные минералы часто встречаются вместе и достаточно легко переходят друг в друга.

## Месторождения
Метавоксит встречается в зонах выветривания сульфидно-оловянных рудников Боливии (Тасна и Льяльягуа, Сигло).